# 中百舌鳥站
中百舌鳥站（日语：／ Nakamozu eki */?）是位於日本大阪府堺市北區中百舌鳥町，屬於南海電氣鐵道和大阪市高速電氣軌道（大阪地下鐵）的鐵路車站。大阪市中心部與堺市南區與大片的泉北新城連結。

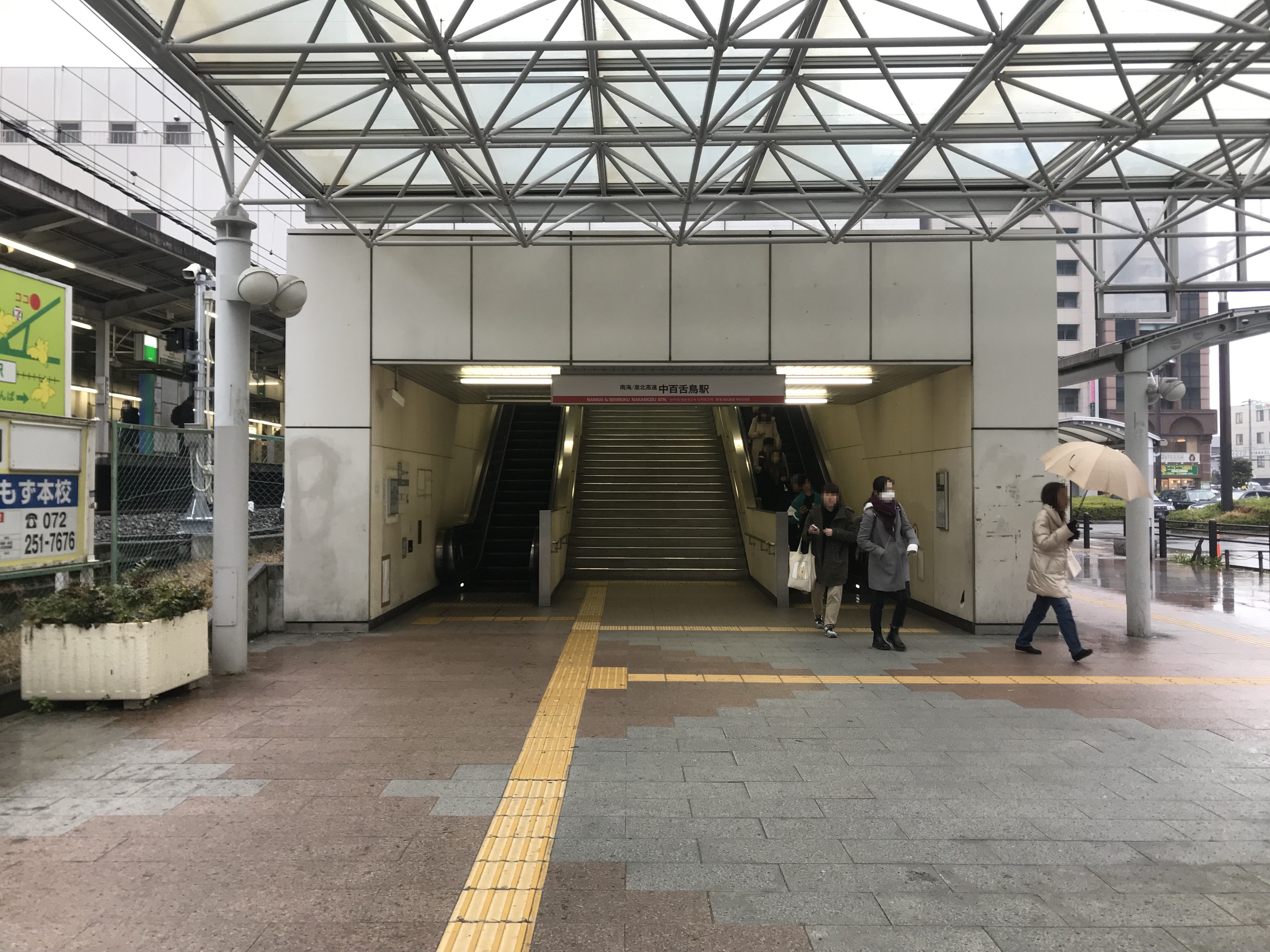
南海電鐵的車站入口(2019年1月)

## 車站構造

### 南海電氣鐵道
本站為島式月台2面4線和跨站式站房的地上站。車站的難波方向設有Y字線，主要用於泉北線列車返回。

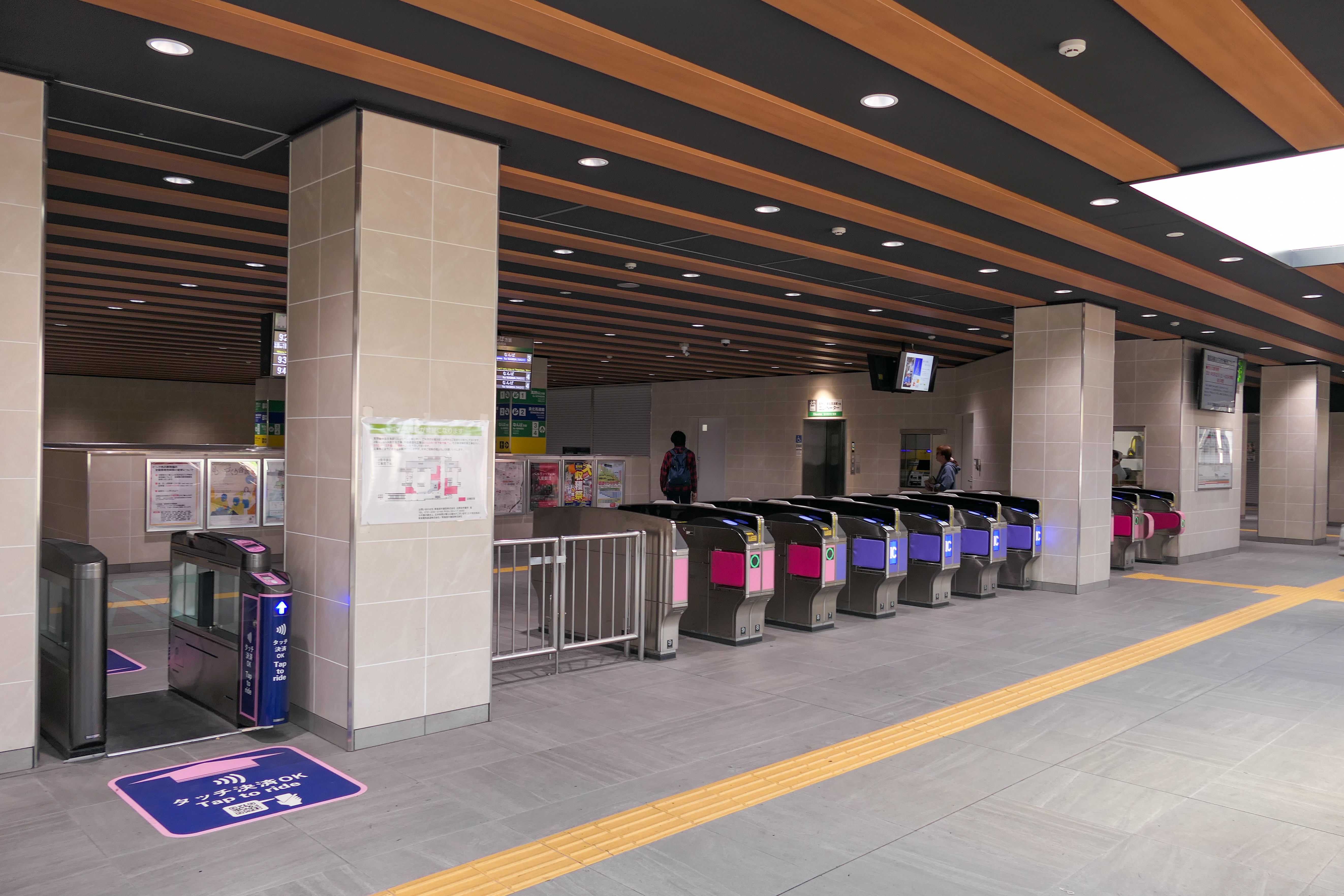
東驗票口(2023年10月)

#### 月台配置
| 月台 | 路線   | 方向 | 目的地                   |
| ---- | ------ | ---- | ------------------------ |
| 1    | 高野線 | 下行 | 高野山方向               |
| 2    | 泉北線 | -    | 和泉中央方向             |
| 3    | 高野線 | 上行 | 難波方向（泉北線起）     |
| 4    | 高野線 | 上行 | 難波方向（北野田方向起） |

| ← 高野線 難波方向                                                                        | 中百舌鳥站配線圖 | → 高野線 極樂橋方向 |
| 图例 参考文献：鉄道ピクトリアル 2008年8月臨時増刊「南海電気鉄道」 ※：泉北線 和泉中央方向 |                  |                     |

### 大阪市高速電氣軌道
本站為島式月台1面2線的地下車站，站內只有1個檢票口。此站亦為大阪市交通局最南的車站。因"中百舌鳥"在日文的發音很特殊，所以很少人能讀懂它的原意。故車站資訊以"なかもず"等假名書寫，而非以漢字書寫。

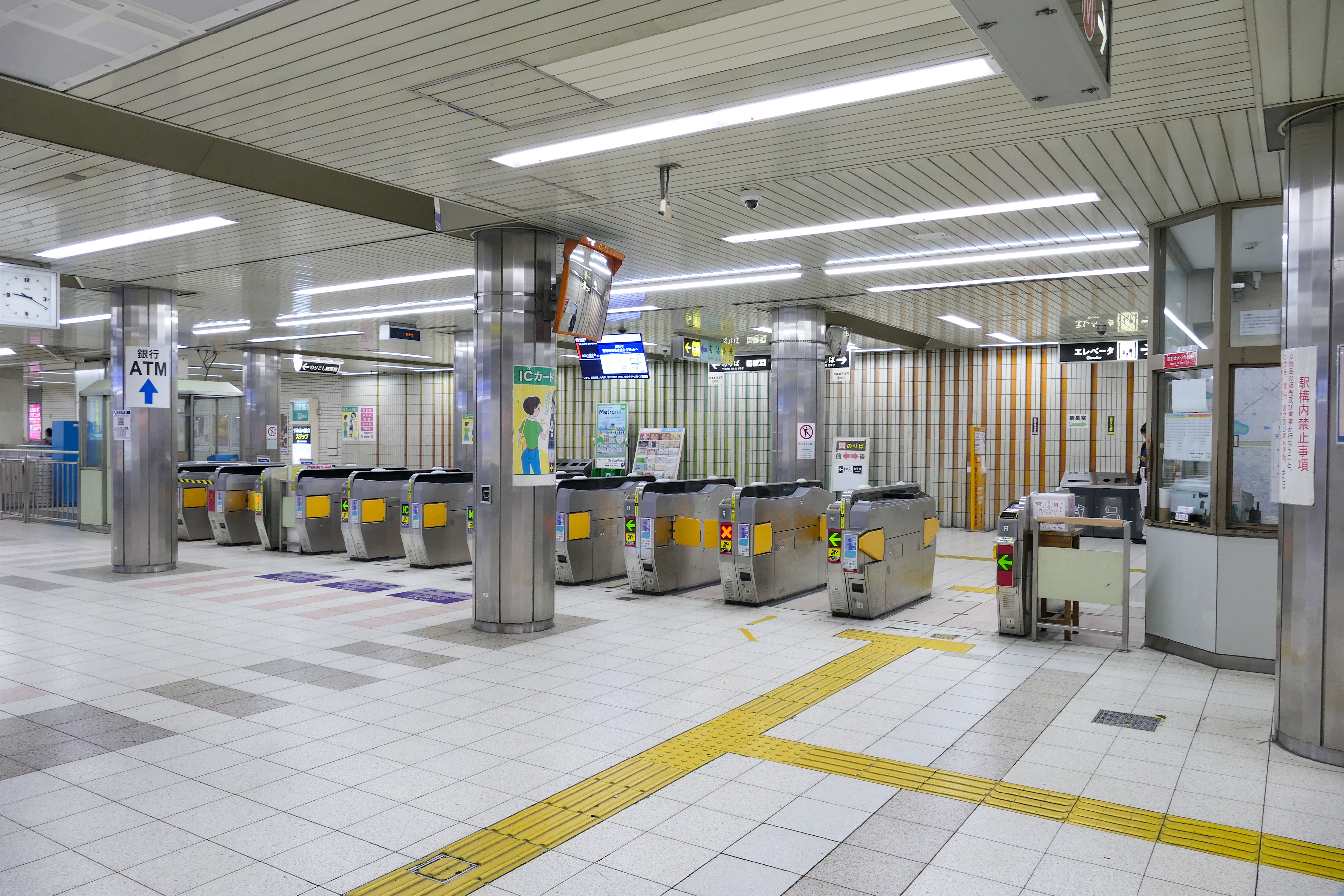
驗票口(2023年10月)

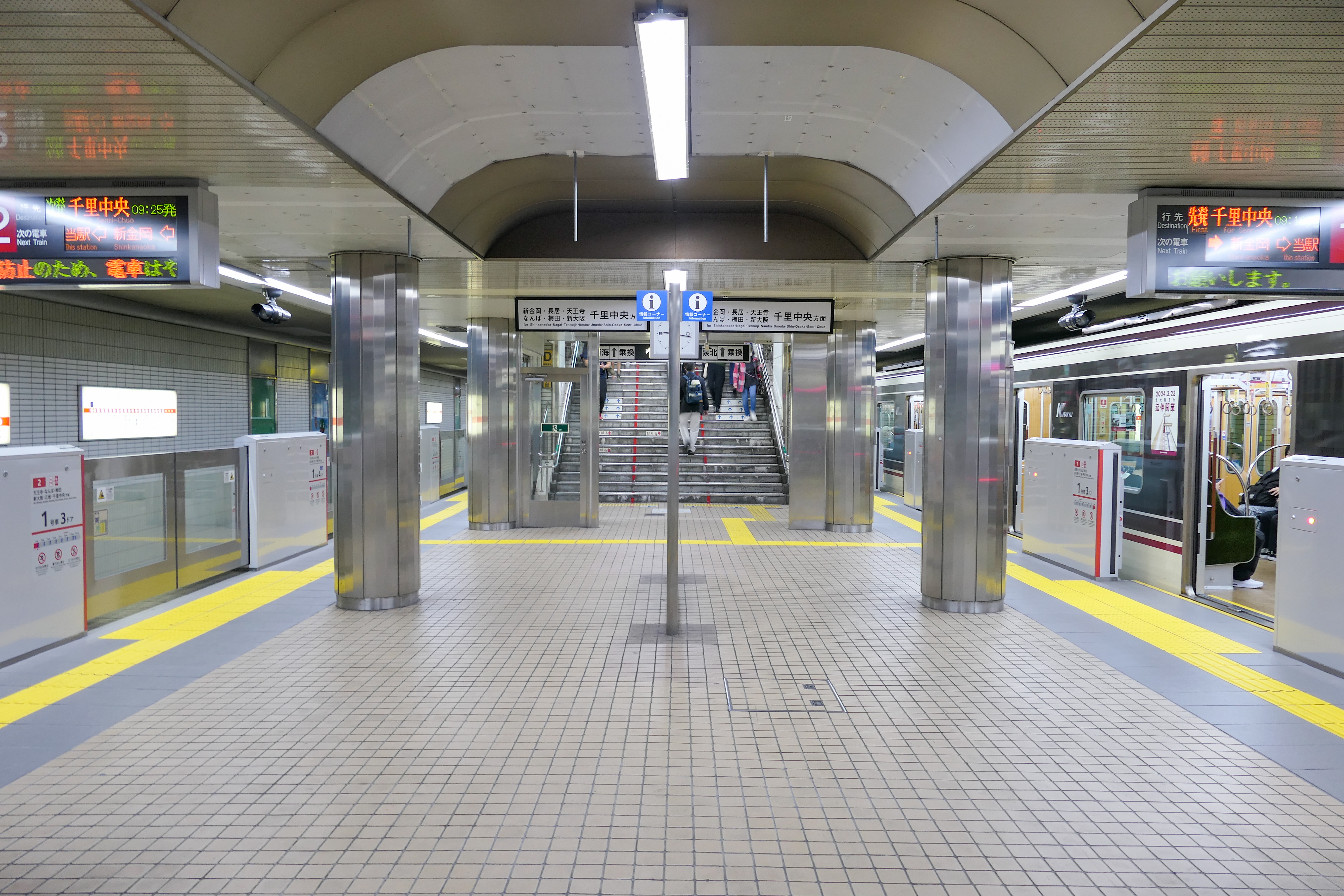
月台(2023年10月)

#### 月台配置
| 月台 | 路線     | 目的地                   |
| ---- | -------- | ------------------------ |
| 1、2 | 御堂筋線 | 難波、梅田、箕面萱野方向 |

## 利用狀況
南海電氣鐵道
2018年（平成30年）度1日平均上下車人次為23,493人。
大阪市高速電氣軌道
2017年11月14日上下車人次為74,041人（上車人次：37,554人，下車人次：36,487人）。大阪市營地下鐵、新電車車站全部107個車站當中排行第14位，御堂筋線20個車站（江坂站－中百舌鳥站間）次於梅田站、難波站、天王寺站、淀屋橋站、本町站、心齋橋站（與四橋站合計）、新大阪站、江坂站當中排行第9位。受南海電氣鐵道與泉北高速鐵道的聯絡車費值下調影響，2016年度以後上下車人次減少。
泉北高速鐵道
2018年（平成30年）度1日平均上下車人次為40,684人。

## 車站周邊
- 大阪府立大學
- 大阪市營地下鐵中百舌鳥檢車場（車輛段）
- 大榮食通城中百舌鳥店
- エディオン中百舌鳥店
- 蔦屋中百舌鳥站前店
- UNIQLO中百舌鳥店
- 大金工業堺製作所
- 土師御陵古墳（傳：反正陵）

## 歷史
- 1912年（大正元年）10月10日－高野山登山鐵道（現在的南海高野線）開業。
- 1928年（昭和3年）6月22日－由于建成雙線化、改建側式月台2面2線。
- 1970年（昭和45年）11月23日－百舌鳥八幡方向遷移170m、啟用跨站式站房。擴建月臺。
- 1971年（昭和46年）4月1日－泉北高速鐵道開業。
- 1987年（昭和62年）4月18日－大阪地下鐵車站開業。
- 2025年4月1日－南海電鐵吸收並合併泉北高速鐵道，泉北高速鐵道線改名為「泉北線」，本站原由南海電鐵與泉北高速的共用站因此變為南海單獨站。

## 相鄰車站
南海電氣鐵道

 高野線
■快速急行、■急行、■區間急行
通過
■準急行、■各站停車
百舌鳥八幡（NK58）－中百舌鳥（NK59）－白鷺（NK60）
 泉北線
■區間急行
通過
■準急行、■各站停車
百舌鳥八幡（高野線）（NK58）－中百舌鳥（NK59）－深井（NK88）
大阪市高速電氣軌道（大阪地下鐵）
 御堂筋線
新金岡（M29）－中百舌鳥（M30）

## 外部連結
- 車站Guide：中百舌鳥 - Osaka Metro
- 中百舌鳥站（页面存档备份，存于） - 南海電氣鐵道